# Клуазонизм
Клуазонизм (от фр. cloison — перегородка, перемычка) — термин, перенесённый в живопись из декоративно-прикладного искусства: техники перегородчатой эмали «клуазонне», перегордчатых (паечных) витражей. Обозначает особую манеру письма, разработанную живописцами Понт-Авенской школы Эмилем Бернаром и Луи Анкетеном в 1887 году, подражавшими в те годы живописи Поля Гогена.

## Происхождение термина
Впервые термин «клуазонизм» (фр. Le cloisonnisme был использован французским критиком Эдуаром Дюжарденом в статье, дающей оценку работам Луи Анкетена. Дюжарден отмечал в 1888 году, что наиболее видным представителем клуазонизма является Поль Гоген. «Школа Понт-Авен будет служить катализатором и распространителем этой техники».
Другие художники, такие как Морис Дени, Винсент Ван Гог или Анри де Тулуз-Лотрек, подходили к клуазонизму каждый по-своему. «Эфемерное движение, лишённое манифеста или теории, клуазонизм быстро исчезнет, а художники, практиковавшие его, перейдут к чему-то другому, в частности, творческому методу, получившему у Гогена, Анкетена и Бернара название „синтетизм“».

## Метод клуазонизма
Творческий метод клуазонизма, а затем и синтетизма, основывается на уплощённой трактовке изобразительного пространства и, как следствие, усилению декоративного значения пятен локального цвета и «музыкальной» пластики контурных линий. Такой метод живописи родился закономерно в результате естественной эволюции искусства постимпрессионизма. Знаток этой эпохи французского искусства Джон Ревалд писал: «Художник вычёрчивает свой рисунок замкнутыми линиями, накладывает между ними различные цвета, сопоставление которых создаёт ощущение единого заранее задуманного колорита, так что рисунок подчёркивает цвет, а цвет подчёркивает рисунок. Таким образом, работа художника становится похожа на перегородчатые эмали и техника сводится к своего рода клуазонизму».
Суть клуазоннистского метода заключается в том, что плоскость картины разделяется на несколько пятен разного цвета в соответствии с изображаемыми фигурами или предметами. Каждая из этих плоскостей очерчивается причудливо изгибающейся широкой контурной линией, как в техниках перегородчатой эмали, или клуазонне, или в паечных (мозаичных, перегородчатых) витражах. Основное значение в клуазонизме отводится контрастным цветам, которые придают живописной плоскости особый декоративный эффект, поднимая линию горизонта и разрушая привычную перспективу натурного пространства. Фигуры уплощаются и становятся похожими на тени, как например, в знаменитой картине Поля Гогена «Видение после проповеди», или «Борьба Иакова с ангелом» (1888). Считается, что, когда Эмиль Бернар показал Гогену свою картину «Бретонские женщины на лугу» (1888), она вдохновила Гогена на написание «Видения после проповеди». Бернар утверждал, что он был первым, кто применил подход, который стал известен как «синтетизм».

## Галерея

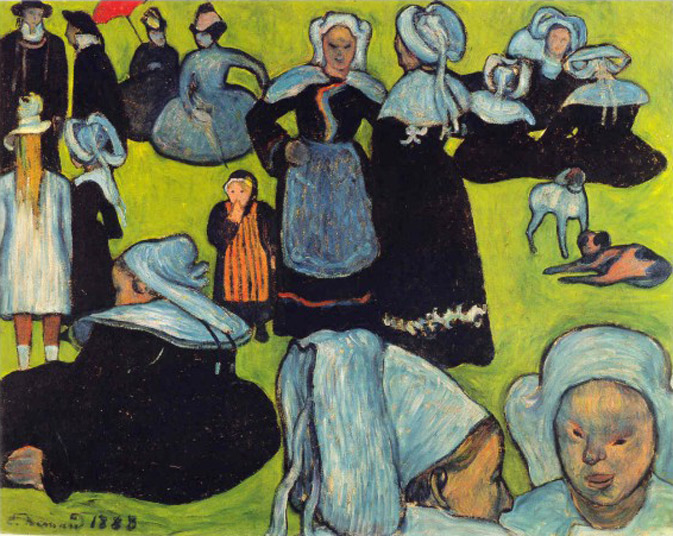
Э. Бернар. Бретонские женщины на лугу (Прощение Понт-Авена). 1888. Холст, масло. Музей Орсе, Париж
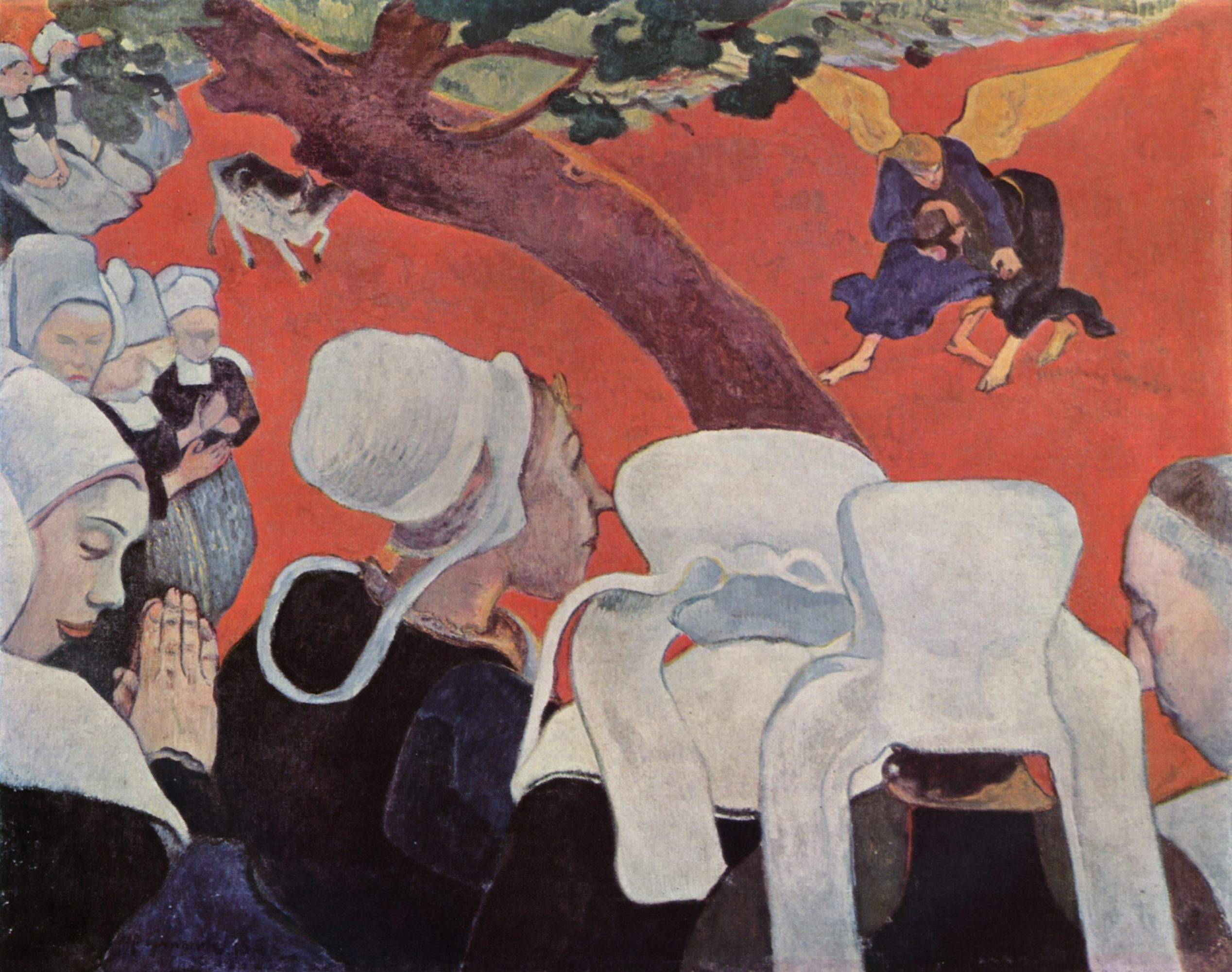
П. Гоген. Видение после проповеди. 1888. Холст, масло. Национальная галерея Шотландии, Эдинбург
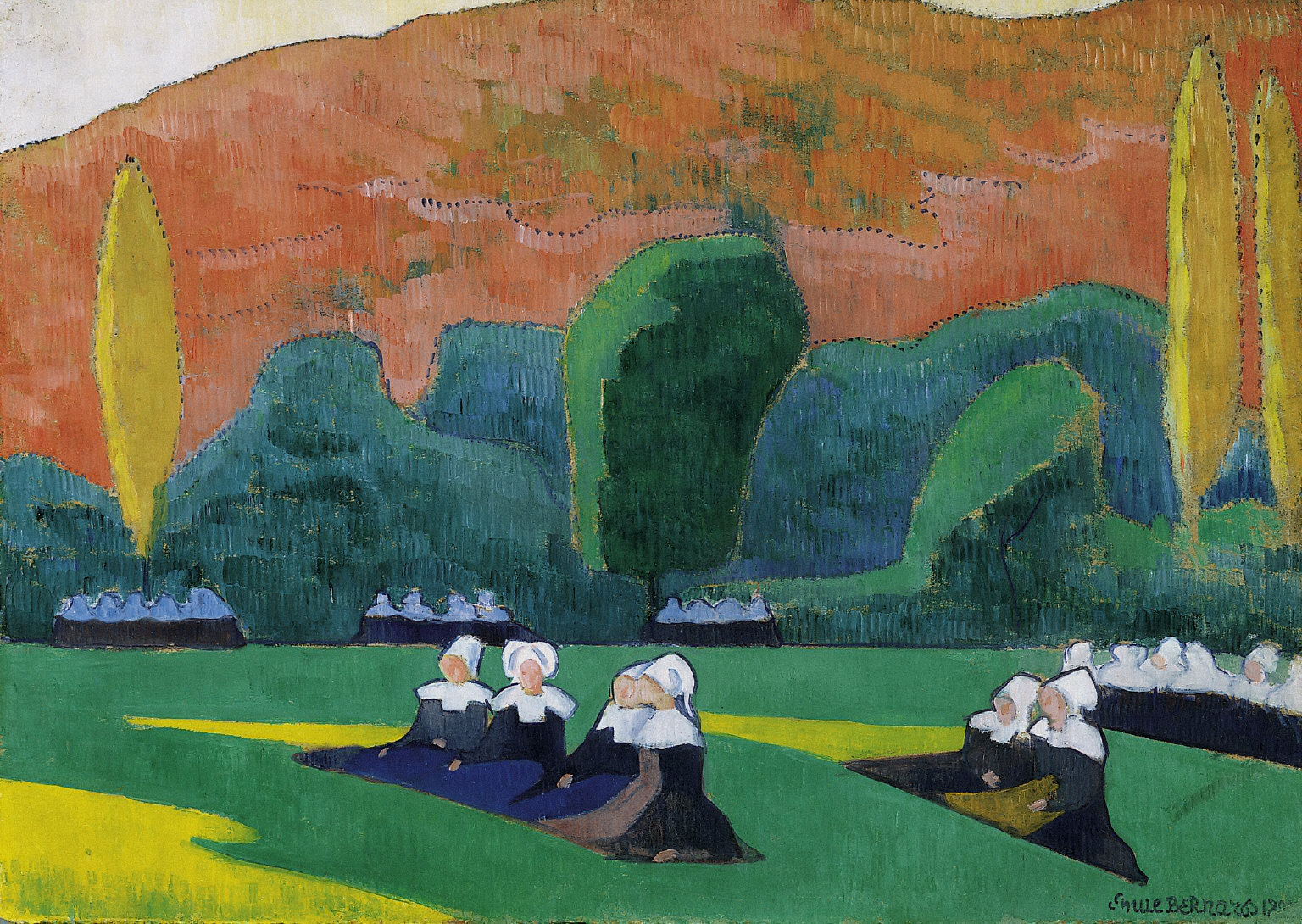
Е. Бернар. Бретонские женщины на церемонии помилования. 1892. Картон, масло. Музей искусств Далласа, Техас, США
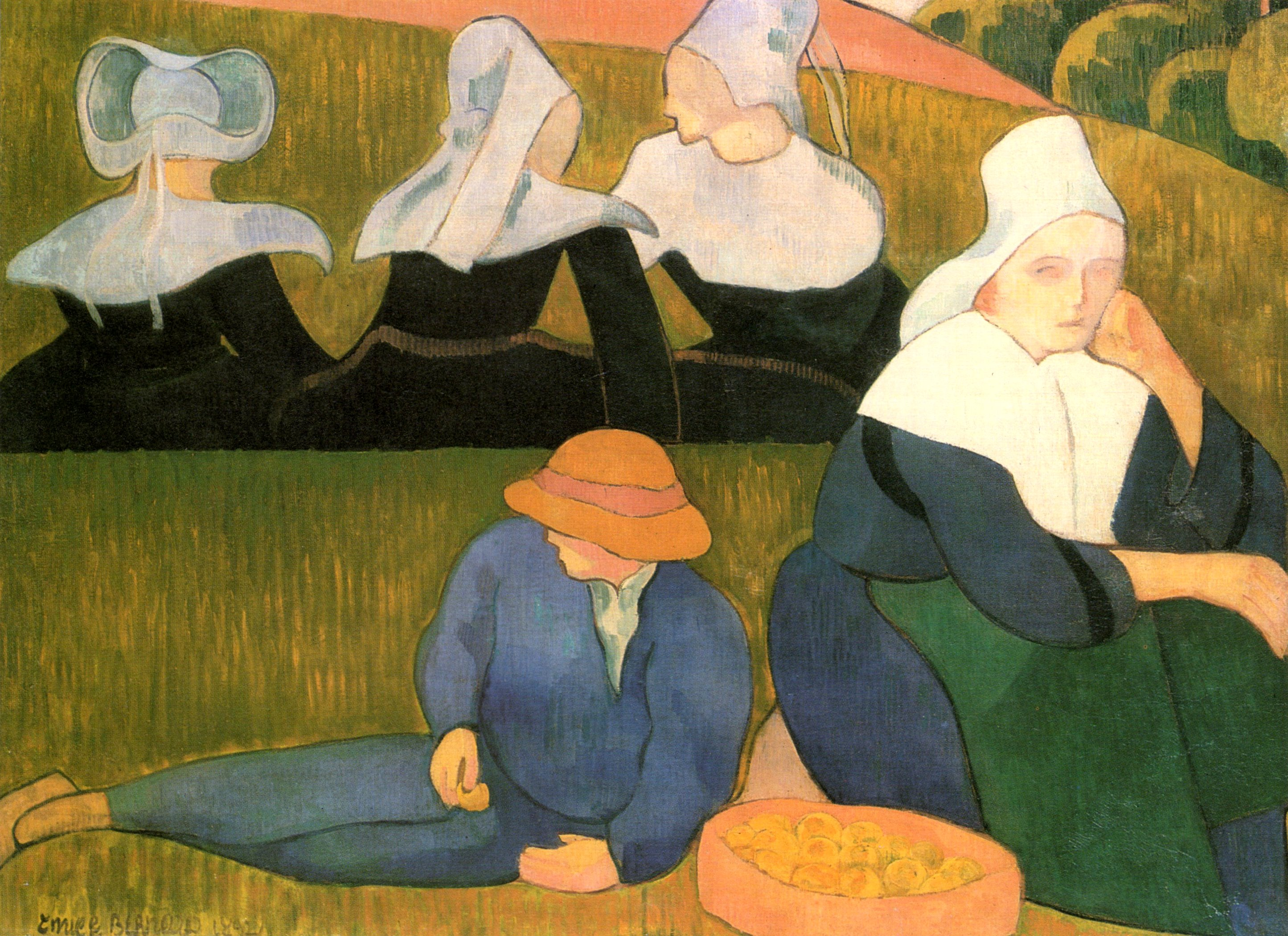
Е. Бернар. Бретонские крестьяне на лугу. 1892
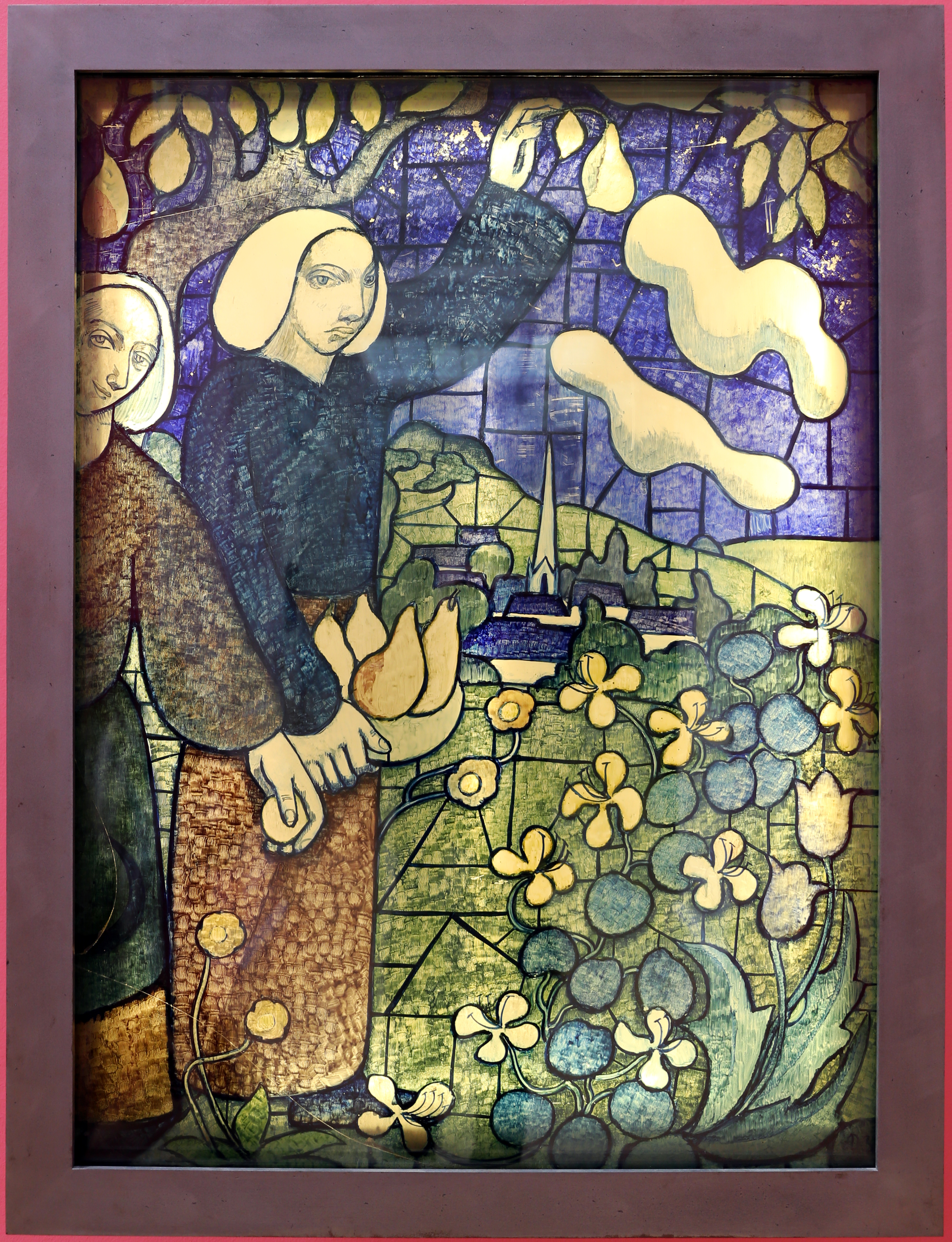
Е. Бернар. Сборщики груш. 1888. Холст, масло. Дворец изящных искусств, Лилль
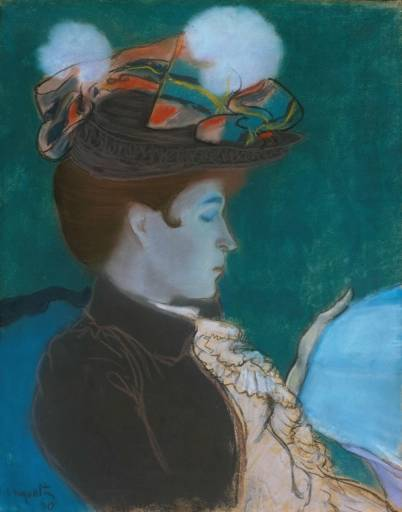
Л. Анкетен. Читающая женщина. 1890
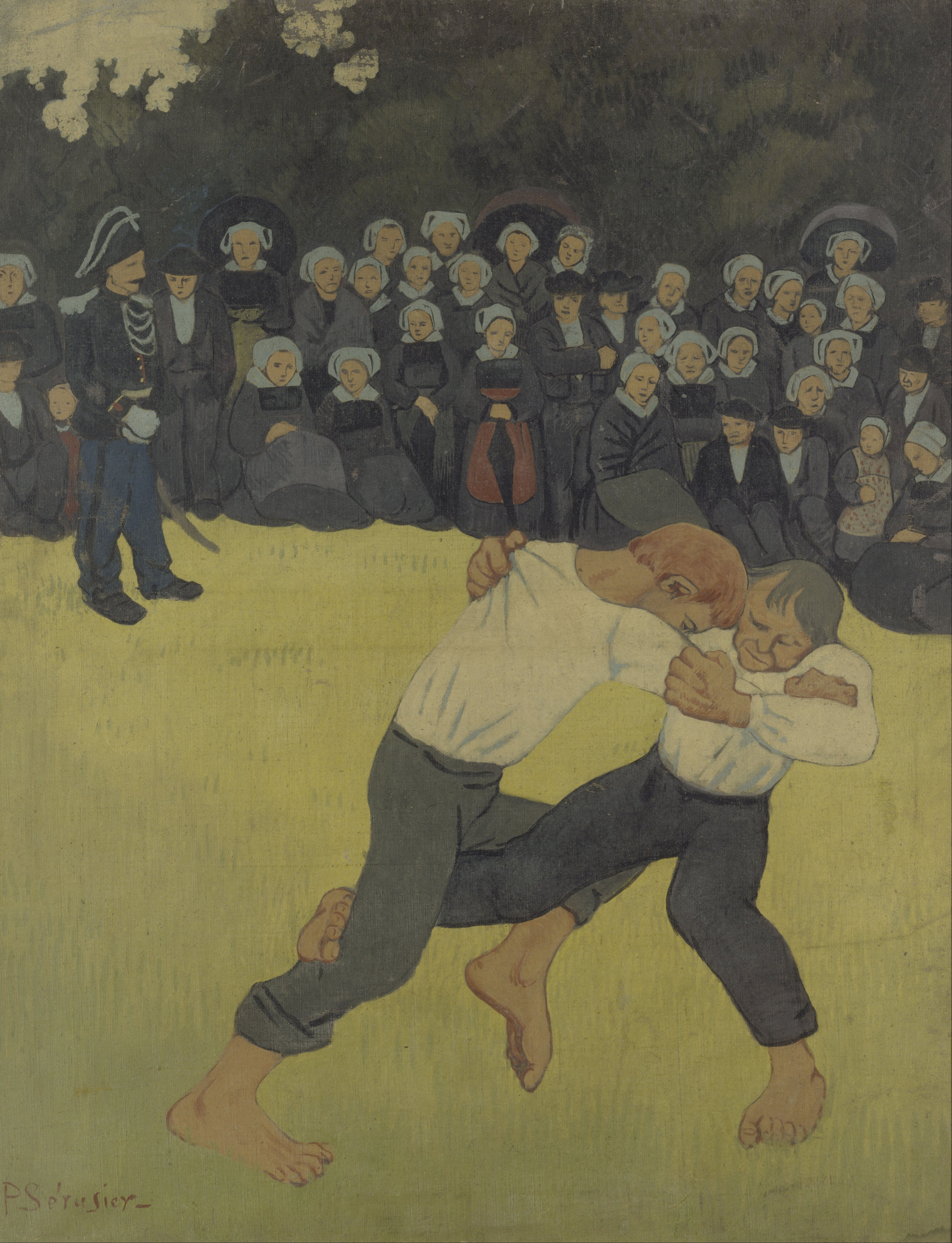
П. Серюзье. Бретонская борьба. 1890. Холст, масло. Музей Орсе, Париж
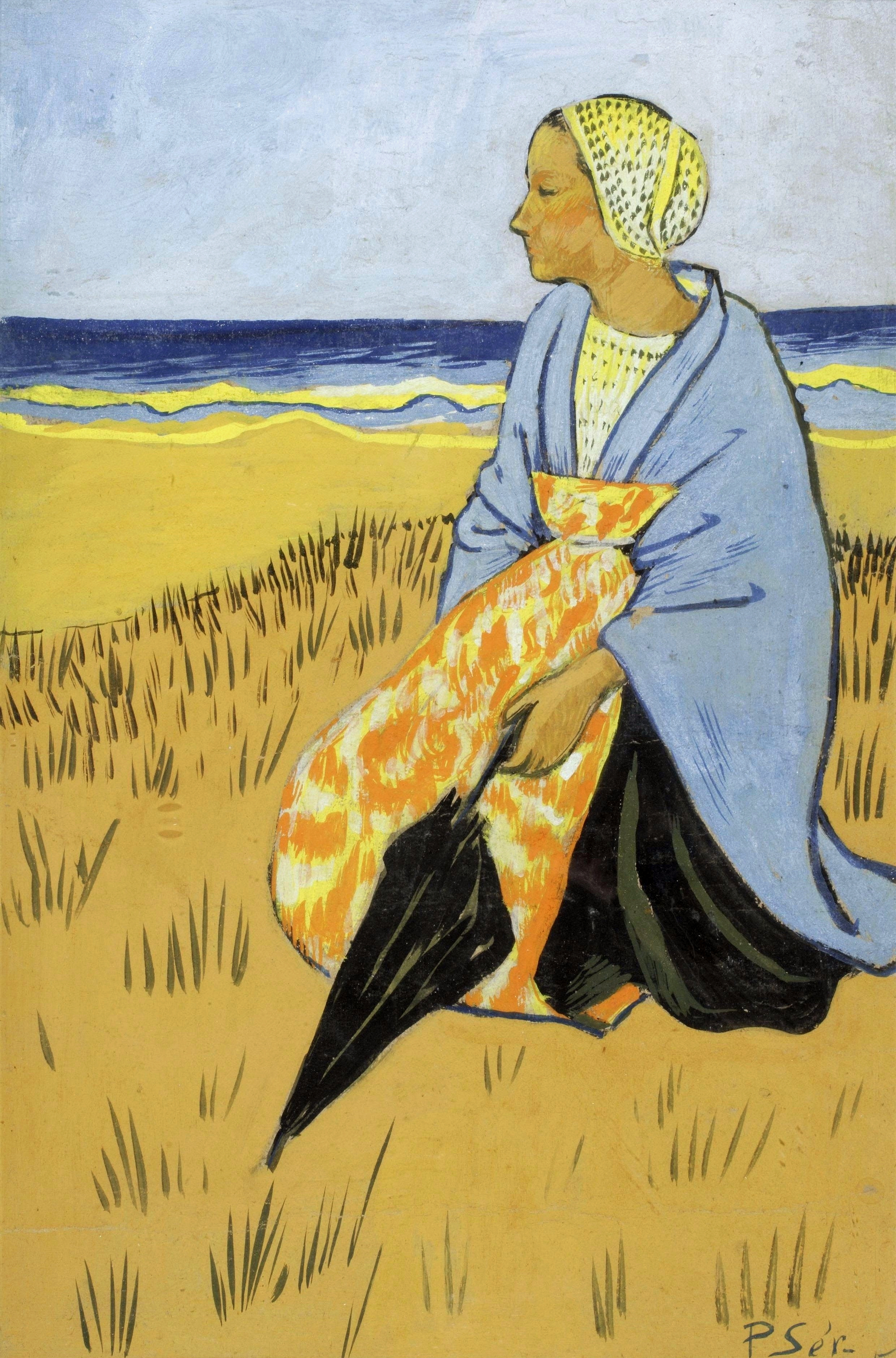
П. Серюзье. Бретонская женщина, сидящая на берегу моря. 1895. Бумага, тушь, гуашь. Национальный музей, Варшава

## Художники
- Луи Анкетен
- Эмиль Бернар
- Поль Гоген
- Поль Серюзье
- Клод-Эмиль Шуффенекер
- Мейер де Хан
- Эсперанса Абот Бархе
- Ян Веркаде
- Пьер Жирьё